# Calyptraeotheres hernandezi
Calyptraeotheres hernandezi is een krabbensoort uit de familie van de Pinnotheridae. De wetenschappelijke naam van de soort is voor het eerst geldig gepubliceerd in 2006 door Hernández-Ávila & Campos.